# Orthotrichum flowersii
Orthotrichum flowersii är en bladmossart som beskrevs av Dale Hadley Vitt 1971. Orthotrichum flowersii ingår i släktet hättemossor, och familjen Orthotrichaceae. Inga underarter finns listade i Catalogue of Life.